# Nightgate
Nightgate — это инди-игра и головоломка-раннер, созданная независимой канадской студией Semidome Inc. Выход игры состоялся 25 августа 2016 года на мобильные устройства iOS. Игрок управляет вирусом, проникшим в сеть разумных компьютеров и должен поэтапно взламывать их защиту, представленную в виде уровней, наполненных абстрактными фигурами, с которыми надо взаимодействовать и одновременно избегать.
Nightgate получила в целом положительные оценки со стороны игровых критиков. Они похвалили игру за её минималистский стиль и то, как он вместе с музыкой грамотно дополняет атмосферу игры. Само управление простое и интуитивно понятное, хотя и неуклюжее в некоторых моментах.

## Игровой процесс
Nightgate представляет собой раннер и головоломку. Согласно сюжету, после масштабной войны, единственной выжившей формой «жизни» осталась сеть суперкомпьютеров Nightgate, которая изначально была создана, чтобы служить человеку, но в итоге приобрела самосознание и уничтожила жизнь на земле. Игрок управляет программным вирусом, который проник в сеть компьютера и должен поэтапно преодолевать защиту сети и пробираться глубже, к её «ядру». Взлом сети представлен уровнями, где игрок управляет точкой и перемещается в двухмерном пространстве, сам же игрок наблюдает сцену с трёхмерной перспективы. Точка должна соприкасаться с кругами. На её пути встречаются система защиты — красные точки или линии, при контакте с которыми вирус уничтожается и происходит перезапуск уровня. Иногда они статичны, или же меняют свою позицию, увеличиваясь в размерах, меняя форму. Особую опасность представляют красные точки, преследующие вирус, или же красное око, которое стреляет красными точками в направлении вируса.
На некоторых уровнях имеются особые сферы, попадая в них, время в игре замедляется. Также некоторые уровни требуют объединять сферы линиями, образуя фигуру. При этом, линии фигуры не должны пересекаться с красными участками. Если игрок дойдёт со последнего уровня, то он взламывает Nightgate, становясь его владельцем.

## Создание и выход
Разработкой игры занималась независимая канадская студия Semidome Inc., расположенная в Торонто. Она известна выпуском игры Last Voyage в 2015 году. Nightgate фактически является идейным продолжением данной игры.
Nightgate создавалась, как «изящная» изменчивая среда, комбинация виртуального мира «Трон» и пользовательских интерфейсов дополненной реальности ближайшего будущего. Музыкальное сопровождение к игре взывает к ностальгической футуристической музыке из 80-х годов, используя простые петли арпеджио и окружающие звуковые эффекты, чтобы отразить суровое, одинокое пространство, которое игрок пытается избежать. Выход игры состоялся 25 августа 2016 года на мобильные устройства iOS.

## Восприятие
| Иноязычные издания | Иноязычные издания |
| Издание            | Оценка             |
| ------------------ | ------------------ |
| TouchArcade        | [ 5 ]              |
| AppAdvice          | 90 %               |
| Gamezebo           | [ 7 ]              |

Nightgate получила в целом положительные оценки со стороны игровых критиков
Критик сайта Toucharcade увидел в Nightgate развитие идеи Last Voyage, в частности идеи передачи абстрактной цифровой атмосферы. Дизайн уровней предоставляет самые разнообразные механики, повторы, хотя и встречаются, но грамотно распределены по уровням. Тем не менее нельзя сказать, что игра предлагает очень сложные и продвинутые головоломки. Критик также назвал Semidome экспертами минималистском стиле: «Они знают, как использовать простую геометрию и превратить её в нечто грандиозное, более обширное и предложить великолепный визуальный опыт из простых геометрических фигур». Также важную роль в данной атмосфере играет саундтрек, который меняется в зависимости от характера уровней. Рецензент сравнил также атмосферу в игры с культовым фильмом «Трон». В качестве недостатка, критик указал не слишком резкое движение управляемой точки, а также ИИ «помощника», который может начать вести через самые опасные маршруты.
Критик Appadvice заметил, что Nightgate сумеет «удалить голод» у игроков, обожающих абстрактные, но приключенческие игры. Её можно также назвать игрой, которая проверяет навыки игрока и со временем позволяет становиться ему лучше по мере практики. Сами визуальные эффекты в Nightgate красивы и просты. В игре представлено множество замысловатых геометрических фигур и линий, которые плавно перемещаются и перетекают друг в друга в псевдотрехмерной обстановке, а их яркие цвета контрастируют на чёрном фоне. Управление в игре критик назвал простым и интуитивно понятным. Игрок может играть в Nightgate в своём темпе, а также повторно возвращаться к прохождению уровней.
Критик сайта Gamezebo заметил, что в управление в игре чувствуется немного неуклюжим, но это не критично, так как уровень предоставляет всегда достаточно пространства, чтобы уклоняться от враждебных элементов, а если и нет, то предлагает замедление времени. Критик также заметил, что Nightgate — это характерный пример того, как минималистский стиль дополняет атмосферу игры и грамотно вписывается в её сеттинг, тем не менее критик выразил желание бы видеть больше элементов окружающего пространства, к которому слишком быстро привыкаешь. Рецензент подытожил, что Nightgate — это «классное совмещение безумия и непринуждённости; простоты и красоты; разнообразия и повторяемости».